# محمد خميس (رياضي)
محمد خميس (28 يناير 1981-)، لاعب كرة قدم أردني في مركز الدفاع، يلعب لصالح النادي الفيصلي والمنتخب الأردني.
انتقل من الفيصلي إلى نادي الفجيرة الإماراتي في أغسطس 2008 ثم عاد إلى الفيصلي في يونيو 2009، ثم انتقل إلى نادي الحزم السعودي في يوليو 2010 وعاد مرة أخرى إلى الفيصلي في يناير 2011.

## روابط خارجية
- محمد خميس. على موقع ناشيونال فوتبول تيمز (الإنجليزية)
- محمد خميس. على موقع كووورة